# Лайнит (Северная Дакота)
Лайнит (англ. Lignite) — город США в штате Северная Дакота. По состоянию на 2013 год, численность населения составляла 204 человека.

## История
Лайнит был основан в 1907 году, и назван в честь бурого угля, (англ. Lignite-бурый уголь), залежи которого были найдены рядом с городом.

## Географическое положение
Город расположен в 25 км западнее столицы округа Берк, города Боубелс. Климат влажный континентальный, с жарким летом и холодной зимой.

## Население
Расовый состав согласно оценкам Бюро переписи населения США на 2010 год:
- белые — 91,7 %
- латиноамериканцы − 4,5 %
- индейцев, алеутов и эскимосов — 2,6 %
- азиаты — 0,6 %
- Две и более национальностей — 0,6 %

Гендерный состав 52,3 % мужчин и 47,7 % женщин. Средний возраст населения составляет 49,4 года.

## Образование и культура
| Управляющий орган                       | Бюджет     | Кол-во персонала | Кол-во учащихся | Количество учителей |
| --------------------------------------- | ---------- | ---------------- | --------------- | ------------------- |
| Управление образования округа Берк      | $1,545,000 | 10,71            | 93              | 19,39               |
|                                         |            |                  |                 |                     |
| Название школы                          | Тип школы  | Классы           | Кол-во учащихся | Кол-во учителей     |
| Центральная Начальная школа округа Берк | Начальная  | 0-6              | 62              | 10,90               |
| Центральная Высшая школа округа Берк    | Высшая     | 7-12             | 31              | 8,49                |

## Экономика
Наибольшая занятость населения в сферах: сельское хозяйство, нефтегазодобывающая промышленность, торговля, управление и образование.

## Транспорт
- Железнодорожная станция.

## Полиция
За порядок и безопасность жителей города отвечает Офис шерифа округа Берк, в составе 6 приведённых к присяге сотрудников, и 1 гражданского служащего.